# 青洲 (澳門)

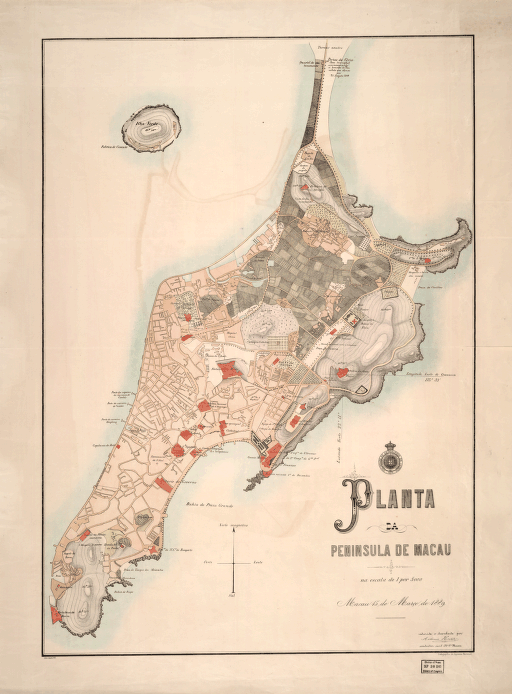
1889年的澳門地圖，青洲位於澳門半島西北面的小島

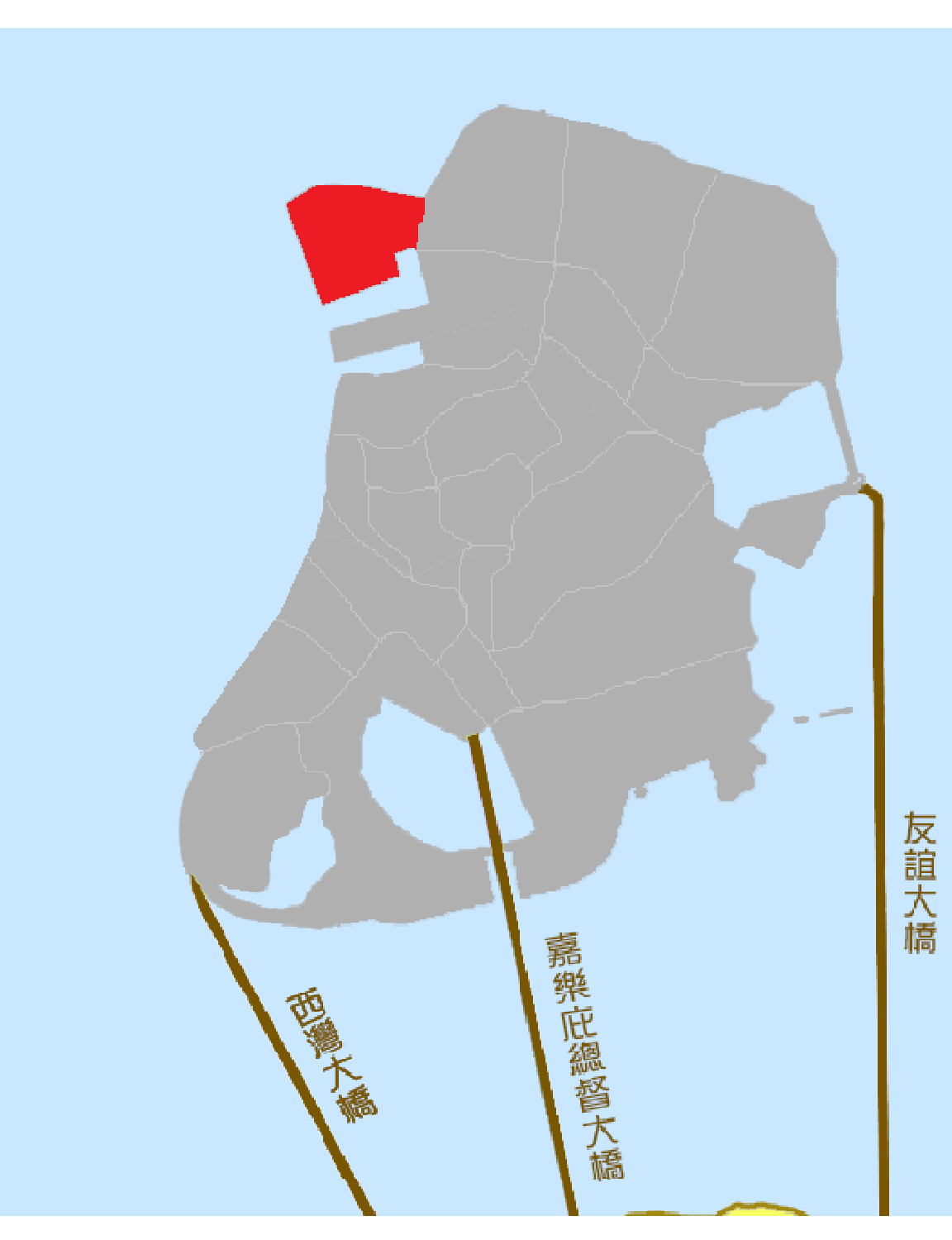
澳門半島地圖上的青洲

青洲 ，葡語的意思為綠島，其名因環境綠樹蒼翠而得名。青洲是位於澳門西北部的半島，屬花地瑪堂區，與珠海毗鄰，原為位於澳門半島西北角的一個小島，後來因填海而與澳門半島連成一體。昔日濠鏡十景中的“青洲煙雨”就是形容當地風景。青洲山現時屬於具保護值場所，受法定保護，區內有歷史價值的遺跡、古樹、獨有昆蟲品種如澳門細蟻等資源；此外，由於保育不當，青洲山的自然環境及具歷史意義的文物不斷受到破壞，部分文物已殘破不堪，山腳附近堆積著廢舊汽車，影響環境，且山腳附近的高樓項目也破壞了文物及環境的景觀。

## 歷史
原為澳門半島對出西北面的一小島，島上有一座海拔54.5米、名為青洲山（葡萄牙語：Colina da Ilha Verde）的山丘，為澳門半島第六高山崗。1828年，耶穌會在島上以2,000澳門元購入私人土地興建聖若瑟修院。葡屬澳門政府先在1865年築青洲山炮台，後於1890年築海堤連接蓮峰廟（即今青洲大馬路）使之與半島連成一體。青洲因為靠近邊境，故在葡屬時期長期屬軍事禁區，山上植被受人類干預較少。昔日青洲產蟹，後因建水泥廠而絕跡。青洲水泥廠創辦於1887年，是為澳門最早的水泥廠。因應社會需要，政府亦在青洲山周圍填海造地。
青洲木屋區曾於1950、1955及1989年發生大火，以1955年的一次最嚴重，三母子被燒死，其餘兩次則各有二人喪生。而青洲山腳的石油氣中途倉，其附近曾於2003年發生爆炸，無人死傷。

## 部分建築

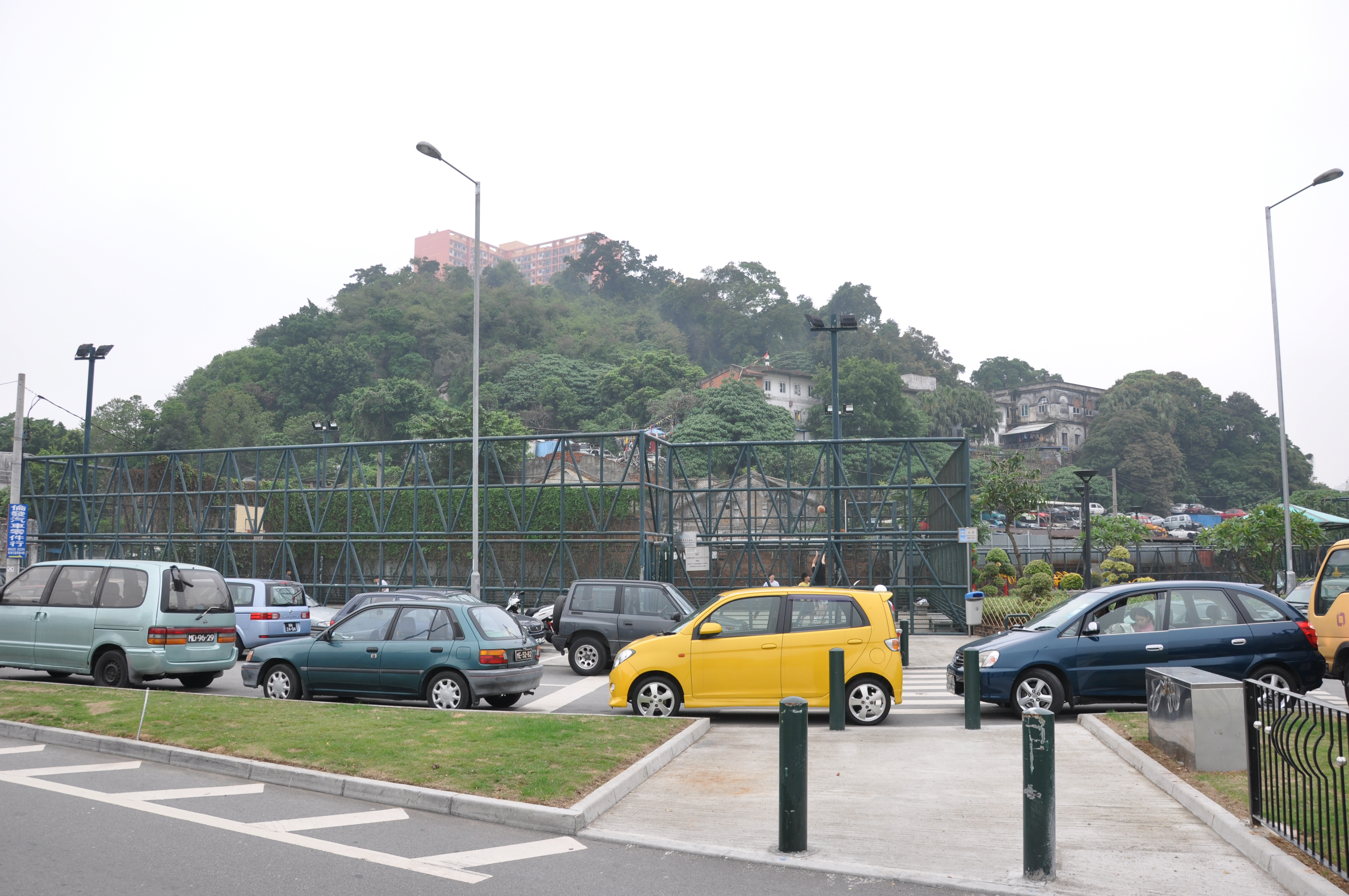
自西南方眺望青洲山（2010年）

現設有屠場、新福利公共汽車有限公司總部及維修車廠、青洲水廠、澳門工藝有限公司（可口可樂澳門公司）及澳門僅存的木屋區青洲坊，青洲坊現在已經變成青洲公共房屋群及何賢紳士大馬路的一部份。青洲山西面在21世紀初填海成為珠澳跨境工業區（澳門部份），區內設有特殊口岸連接珠海，澳門南粵批發市場也在此設新批發市場。

## 業權糾紛及疑點
在1976年被列入文物清單的青洲山一直存在眾多業權糾紛，澳門論政團體傳新澳門協會指出，儘管青洲山在130多年前就被登記為私人土地，但其登記資料、歷史背景以及土地屬性、界線及面積等均存在多個疑點，與澳門廉政公署在路環疊石塘山超高樓項目風波及氹仔益隆炮竹廠的情況存在不少相似之處。

## 生態環境

### 獨有物種
青洲山上至今已至少有兩種獨有昆蟲物種被發現，分別是新種螞蟻「澳門細蟻」和「澳門麥羅甲蟎」（Meristolohmannia macaoensis），皆由澳門生物學者梁志文所發現。

### 古樹資源
青洲山現時仍然保留不少稀有珍貴的古樹資源。據2012年「全澳古樹名木調查報告」，青洲山上有九個品種共36株百年古樹，當中最古老的已有220年樹齡，更加有全澳門唯一的一棵血桐古樹。

## 主要建築或道路

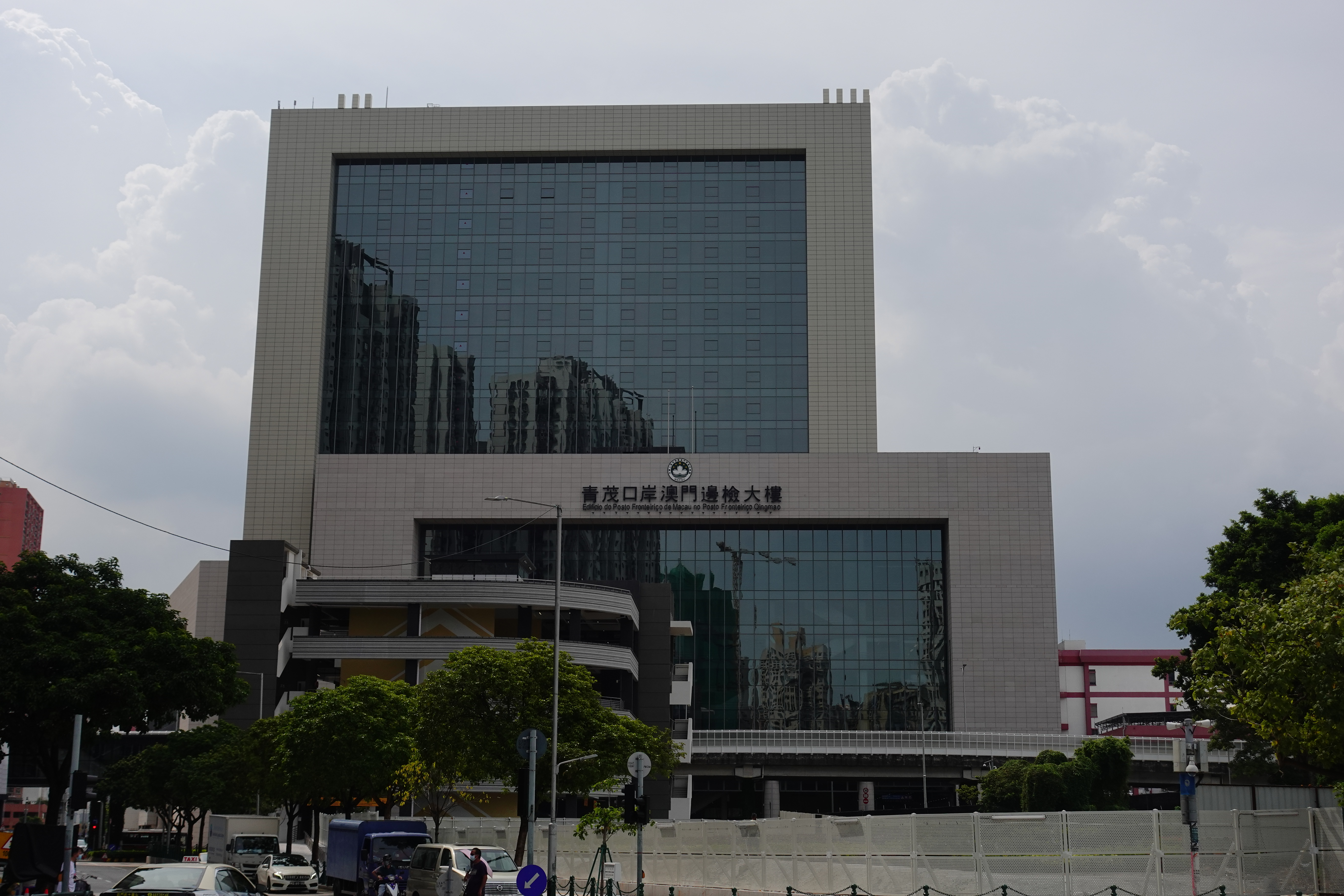
青茂口岸澳門邊檢大樓

- 珠澳跨境工業區
- 澳門批發市場
- 青洲修道院
- 青洲坊大廈（前身為青洲木屋區）
- 聖若瑟大學校本部及聖若瑟教區中學第六校
- 青洲大馬路

### 出入境口岸
- 跨境工業區
- 青茂口岸

## 公共交通

### 主要道路
- 白朗古將軍大馬路
- 何賢紳士大馬路
- 青洲大馬路
- 鴨涌馬路
- 青洲河邊馬路

### 公共巴士
M6 青茂／鴨涌河變電站（Qingmao／Subestação Canal dos Patos）
路線：8A、27、29、H2
M24 青洲／聖若瑟中學（Cons. Borja／Colégio S. José）
路線：8、28B
M25 青洲／自來水公司（Ilha Verde／S. A. A. M）
路線：8、23、28B、H2
M60 青茂／何賢紳士馬路（Qingmao／Avenida do Comendador Ho Yin）
路線：3X、51A、61、MT4、N1A、N1B、N2
M65 青茂／青洲坊（Qingmao／Bairro da Ilha Verde）
路線：51A、H2、MT4、N1A
M67 青茂口岸（Posto Fronteiriço Qingmao）
路線：9A、29、51A、61、MT4
M205 跨境工業區（Parque Industrial Transfronteirço）
路線：23、27、28B、29
M208 青翠花園（Edf. Cheng Choi）
路線：8、8A、28B、29
M209 青洲總站（Est. Ilha Verde／Terminal）
路線：8、8A、23、27、28B、29
M211 青洲／美樂花園（Est. Ilha Verde／Edf. Mei Lok Garden）
路線：23、27
M211 青洲／鴨涌河（Est. Ilha Verde／Canal dos Patos）
路線：8、8A、23、27、28B、29
M267 工業園街（R. do Parque Industrial）
路線：8、8A、23、27
M273 青茂／青葱大廈（Qingmao／Edf. Cheng Chong）
路線：8A、23、27

### 輕軌
- █  東線青洲站（規劃中）